# Andrea Behrends
Andrea Behrends (* 1966) ist eine deutsche Ethnologin.

## Leben
Von 1987 bis 1995 studierte sie an der FU Berlin und der TU Berlin in Ethnologie (Hauptfach), Entwicklungssoziologie (Nebenfach) sowie Stadt- und Regionalplanung (Nebenfach), sie schloss als Magistra Artium in Ethnologie ab. 1991/1992 und 1997/1998 hatte sie jeweils einen Forschungsaufenthalt am Institute of African Studies der University of Ghana in Legon. Mit einer Arbeit über Frauen aus Nordghana zwischen Bildung, Beruf und gesellschaftlichen Konventionen wurde sie 2000 an der FU Berlin mit der Note magna cum laude promoviert. Anschließend war sie von 2000 bis 2006 als Postdoktorandin am Max-Planck-Institut für ethnologische Forschung in der Abteilung Konflikt und Integration tätig. Von 2000 bis 2001 forschte sie mit der Universität N’Djamena im Tschad. 
Von 2006 bis 2011 war sie wissenschaftliche Koordinatorin und Forscherin in einem kooperativen Forschungsprojekt zu „Reisenden Modellen im Rahmen des Konfliktmanagements“, gefördert durch die VolkswagenStiftung, in Anbindung an das Seminar für Ethnologie der Universität Halle-Wittenberg. 2007 war sie Gründungsmitglied eines anthropologischen Forschungszentrums im Tschad (Centre de Recherche en Anthropologie et Sciences Humaines, CRASH). 2008 war sie Teamleiterin eines durch die Europäische Kommission geförderten Forschungsprojekts im Tschad zu Ursprünge von Gewalt, Konfliktmediation und Wiedergutmachung: eine sozialanthropologische Studie über Dar Sila (mit Christine Pawlitzky, Babett Jànszky und Stephen P. Reyna). Seit 2011 ist sie Mitglied der Forschungsgruppe LOST (Law, Organization, Science and Technology). Von 2012 bis 2016 war sie Projektleiterin eines von der DFG geförderten Forschungsprojekts zu „Erdöl und sozialer Wandel in Niger und Tschad“. Von 2013 bis 2014 vertrat sie die Professur am Institut für Ethnologie der Universität Hamburg. Von 2014 bis 2015 vertrat sie die Professur am Seminar für Ethnologie der Universität Halle an der Saale-Wittenberg. Von 2016 bis 2017 lehrte sie als Gastprofessorin am Institut für Kultur- und Sozialanthropologie der Universität Wien. Von 2017 bis 2019 hatte sie eine Gastprofessur am Institut für Sozial- und Kulturanthropologie der Freien Universität Berlin (Habilitation: Buchmanuskript Staying. Practices of displacement and emplacement in an African borderland (in English)). 
Im April 2019 übernahm sie die Professur für Sozial- und Kulturanthropologie mit Fokus Afrika an der Universität Bayreuth. Zum Wintersemester 2023/24 wechselte sie als Universitätsprofessorin und Leiterin des Instituts für Ethnologie an die Universität Leipzig.
Zu ihren Forschungsschwerpunkten gehören Mobilität, Flucht, Konflikt und Intervention sowie Ressourcen, Transformationsprozesse und Zukunftsperspektiven.

## Schriften (Auswahl)
- Drahtseilakte. Frauen aus Nordghana zwischen Bildung, Beruf und gesellschaftlichen Konventionen. Frankfurt am Main 2002, ISBN 3-86099-309-7.
- als Herausgeberin mit Stephen P. Reyna und Günther Schlee: Crude domination. An anthropology of oil. New York City 2011, ISBN 0-85745-255-X.
- als Herausgeberin mit Sung-Joon Park und Richard Rottenburg: Travelling models in African conflict management. Translating technologies of social ordering. Leiden 2014, ISBN 978-90-04-26460-1.